# Tomiyamichthys oni
Tomiyamichthys oni és una espècie de peix de la família dels gòbids i de l'ordre dels perciformes.

## Morfologia
- Els mascles poden assolir 11 cm de longitud total.[5][6]

## Hàbitat
És un peix marí, de clima subtropical i associat als esculls de corall que viu entre 6-25 m de fondària.

## Distribució geogràfica
Es troba al sud del Japó.

## Costums
Viu simbiòticament amb Alpheus bellulus.

## Observacions
És inofensiu per als humans.